# اچ‌دی ۱۲۱۳۹
اچ‌دی ۱۲۱۳۹ یک ستاره است که در صورت فلکی برج حمل قرار دارد.